# 1933 Tinchen
1933 Tinchen este un asteroid din centura principală, descoperit pe 14 ianuarie 1972 de Luboš Kohoutek.